# Argo (Alabama)
Argo è un comune degli Stati Uniti d'America situato nelle contee di St. Clair, Jefferson dello Stato dell'Alabama.